# Hahnia manengoubensis
Hahnia manengoubensis är en spindelart som beskrevs av Robert Bosmans 1987. Hahnia manengoubensis ingår i släktet Hahnia och familjen panflöjtsspindlar.
Artens utbredningsområde är Kamerun. Inga underarter finns listade i Catalogue of Life.